# NGV Liamone
Pour les articles homonymes, voir Liamone (homonymie).
Le NGV Liamone est un navire à grande vitesse construit de 1999 à 2000 par les chantiers Alstom Leroux Naval pour la Société nationale maritime Corse-Méditerranée (SNCM). Baptisé du nom d'un fleuve corse, le Liamone, il est mis en service en juin 2000 sur les lignes entre Nice et la Corse et navigue sur cet axe jusqu'en 2009. Affrété à partir de 2010 par la compagnie polynésienne Raromatai Ferry, il assure durant quelques mois les liaisons entre les différentes îles de la Polynésie française sous le nom de King Tamatoa avant d'être immobilisé à la suite des difficultés financières de son exploitant. Cédé 2012 à un armateur taïwanais et renommé Taimin Star (chinois traditionnel : 臺閩之星 ; pinyin : Tái mǐn zhī xīng), il était initialement prévu qu'il navigue sur une ligne reliant Taïwan à la Chine mais le projet ne se réalisera pas. Désarmé à Tainan durant six ans, il sera finalement démantelé sur place à la fin de l'année 2020.

## Histoire

### Origines
En 1996, la SNCM met en service ses premiers navires à grande vitesse sur les lignes de la Corse, les NGV Asco et NGV Aliso. Cependant, deux ans après leur inauguration, il est constaté que ces navires sont trop sensibles aux conditions météorologiques, ce qui pose problème pour une bonne exploitation dans le cadre du service public. Si la SNCM veut proposer un service fiable et concurrentiel, elle se doit d’améliorer son offre grâce à une nouvelle unité plus importante pouvant naviguer dans des conditions plus dégradées. C'est dans ce contexte que la construction d'un troisième NGV, plus imposant que ses prédécesseurs, est décidée. Pour dépasser la limite des quatre mètres de hauteur de vague des NGV Asco et NGV Aliso, la longueur de ce futur NGV doit être plus importante, incluant une longueur de flottaison de 120 mètres. Il sera destiné à une desserte dans la journée de Bastia et d'Ajaccio, impliquant une vitesse de 42 nœuds et une capacité de 1 000 passagers et 250 voitures. Une fois les caractéristiques du « NGV 3 » définies, un appel d'offres et lancé en 1998. Tout comme les NGV Asco et NGV Aliso, le NGV 3 sera réalisé par le constructeur Leroux et Lotz Naval, devenu entre-temps Alstom Leroux Naval.
Depuis la livraison des deux précédents NGV en 1996, l'expérience de ces chantiers s’est accrue et la série des Corsaires a considérablement évolué. Ainsi, en 1999 est livré à la compagnie suédoise Destination Gotland le Corsaire 11 500, le Gotland, dont la coque est en acier. Un autre navire, le Corsaire 12 000, l’Aeolos Kanteris, est également construit. De plus grande capacité, il possède un système de stabilisation plus élaboré en raison de son exploitation dans les eaux grecques aux conditions plus défavorables. Parmi les nouvelles contraintes techniques à résoudre pour le NGV 3, dont le modèle est baptisé Corsaire 13 000, figure l’obligation d’intégrer les modifications de la réglementation concernant les portes avant. Ceci conduit le chantier à imaginer un nouveau type de porte d’étrave autoclave, faisant l’objet d’un brevet. Les critères de confort imposés par la SNCM ayant été accentués, l’efficacité de la stabilisation doit être renforcée, notamment dans le domaine de la stabilité de route. Sur la base du NGV Asco, une paire d’ailerons est ajoutée à l’avant pour assurer le contrôle du roulis, la paire d’ailerons arrière étant exclusivement consacrée au contrôle du cap. Le NGV 3 est donc équipé de huit appendices actifs. Ces huit appendices plus les quatre hydrojets sont commandés à partir d’un module centralisé, assurant en temps réel leur contrôle optimum pour la réduction des mouvements et la tenue de cap, en fonction de la hauteur de houle, du cap du navire par rapport à la houle et de sa vitesse. Comme pour les deux premiers NGV, les essais du Corsaire 13 000 sont réalisés dans les installations du bassin d’essai de carène à Paris et en partie au David Taylor Model Basin (en) (DTMB) aux États-Unis. Il dispose d’un appareil de propulsion utilisant des turbines à gaz, technologie empruntée à la marine militaire et offrant une puissance bien supérieure. Ainsi, le NGV 3, présentant des dimensions sensiblement équivalentes à un navire tel que le Provence de 1974, est propulsé à une vitesse voisine de 80 km/h, en service.

### Construction
Le contrat de construction entre la SNCM et les chantiers Alstom Leroux Naval est signé le 3 septembre 1998. La mise sur cale aux chantiers de Lorient a lieu le 22 janvier 1999. Le navire est baptisé NGV Liamone, poursuivant la série des noms de fleuves corses. Il est le troisième navire à porter ce nom, après le premier vapeur sur les lignes de la Corse mis en service en 1830, et le navire de la compagnie Fraissinet qui, en 1906, fut le plus rapide en Méditerranée.
Le navire est lancé le 6 novembre suivant à 16h10. Il est alors remorqué jusqu’au bassin 2 de la DCN de l’arsenal de Lorient. Les essais à la mer, durant lesquels le NGV Liamone atteint la vitesse de 46 nœuds, ont lieu les 19 et 20 avril 2000. Le NGV Liamone est livré à la SNCM le 31 mai 2000 à Marseille. Sa construction, étalée sur 18 mois, a représenté 500 000 heures de travail.

### Service

#### SNCM (2000-2012)
Le 23 mai 2000, le NGV Liamone est béni par le Père G. Kerhuel, curé de la Paroisse Saint-Louis, à Lorient. Le 26 mai, le navire quitte Lorient à 6h20 et arrive à Marseille le 28 mai à 11h50. Le navire parcourt en route libre 1 695 miles en 52 heures, ce qui donne une moyenne de 32,6 nœuds. Durant le trajet, le NGV Liamone rencontre une forte houle dans le golfe de Gascogne et, malgré sa conception adaptée pour la Méditerranée, peut tenir 28 nœuds sans bouger.
C’est le 1er juin qu’a lieu la traversée inaugurale entre Nice et Calvi. Parti à 7h50 avec 600 passagers et 200 véhicules, le NGV Liamone arrive à Calvi à 10h20.
Le 10 juin, peu avant 9h00, il est constaté depuis la timonerie, un début d’incendie dans le haut de l’échappement de la turbine arrière côté cheminée bâbord. La turbine est stoppée en urgence. Le rôle d’alerte est déclenché et une annonce est faite aux passagers pour leur demander de se déplacer vers les zones avant du navire. L’incendie est éteint en moins de 5 minutes et après une ronde générale de la salle des machines, du garage et des secteurs passagers arrière, le navire reprend sa route sur deux moteurs et la turbine à gaz avant. Cet incident est dû aux habillages des cheminées qui supportent mal les températures extrêmes atteintes par les gaz d’échappement des turbines. Ces habillages sont donc démontés et le reste de la saison se déroule avec les cheminées «à nu».
Le 28 décembre entre Ajaccio et Nice, deux heures après le départ, les vérins du T-Foil tombent en panne, alors que le navire rencontre une houle croisée de nord-ouest et sud-ouest. Le commandant décide de réduire la vitesse à moins de 30 nœuds et de modifier sa route. À 18h30, à l’ouest de L'Île-Rousse, le navire décolle sur la houle et retombe sèchement, ce qui provoque quelques dégâts dans les locaux passagers. Le navire arrive finalement à Nice avec deux heures de retard. Les dégâts les plus importants concernent la structure du navire qui a souffert lors du choc. Lors des réparations, la structure de l’étrave est renforcée, la stabilisation fiabilisée par l’apport de nouvelles aides à la navigation indiquant en temps réel les contraintes subies par le navire. Par la même occasion, des cabines pour l’équipage sont rajoutées.
À la suite de son arrêt technique de 2004, le NGV Liamone arbore la nouvelle livrée de la SNCM, la marque commerciale « Ferryterranée » disparaît des flancs et le logo de la compagnie est repeint dans un bleu plus foncé, de même que la bande bordant les sabords du pont 5.

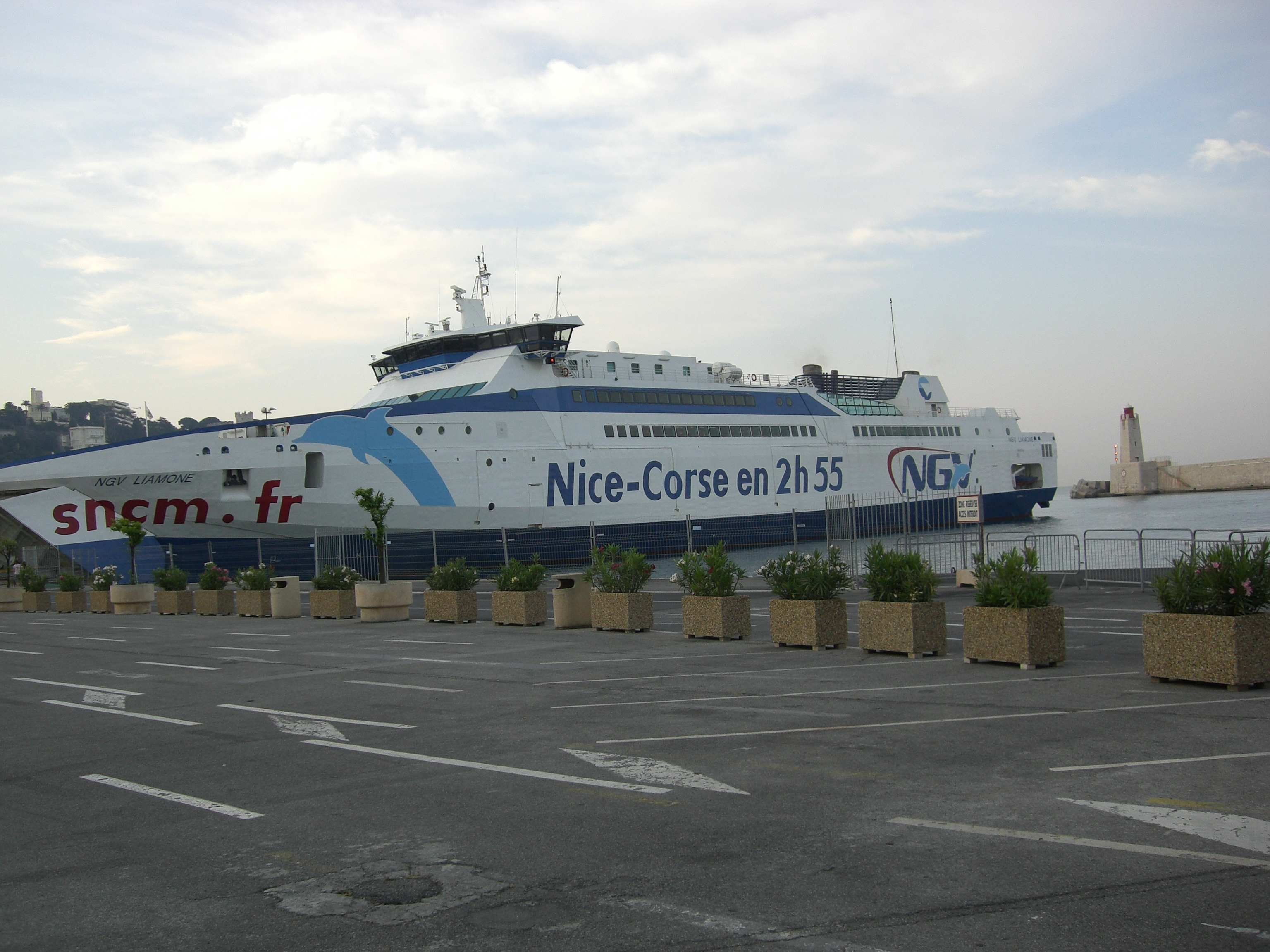
Le NGV Liamone dans le port de Nice.

Le 15 août, entre Ajaccio et Nice, à 14h11, une passagère tombe à la mer alors que le navire file à 40 nœuds. Des passagers, témoins de la scène, donnent immédiatement l’alerte. Le navire stoppe et le CrossMed, alerté, dépêche sur place deux hélicoptères basés en Corse. Pendant ce temps là, la victime est repérée par le bord qui avait appliqué la procédure de sauvetage d’un homme à la mer en effectuant un demi-tour. Un canot de sauvetage est alors mis à l’eau, l’infortunée est repêchée et ramenée saine et sauve seulement une dizaine de minutes après sa chute. Une fois à bord elle est examinée par un médecin faisant partie des passagers. Celui-ci conclut à de probables fractures des côtes. On peut considérer cette passagère comme une véritable miraculée car en raison de la vitesse du navire, sa chute à la mer correspond à une chute sur une surface dure comme du béton. Le NGV Liamone poursuit sa route vers Nice, où les pompiers prennent en charge la passagère.
Au cours des années 2000, l'augmentation du prix du combustible rend progressivement l'exploitation des NGV insoutenable et tout particulièrement celle du NGV Liamone en raison de sa très grande consommation. Afin de réduire les coûts au maximum, le NGV Liamone navigue dès 2005 à 29 nœuds en semaine et à 38 nœuds le week-end. La réduction de vitesse de 42 à 38 fait ainsi passer la consommation de 13 t/h à 11 t/h. Les deux NGV précédents de la SNCM,  NGV Asco et NGV Aliso, consommaient entre 5 et 6 t/h, pour une capacité commerciale divisée par deux.
Le 14 avril 2006, le navire entame sa saison en arborant une nouvelle livrée mettant en valeur la rapidité de ses traversées. Durant l’arrêt technique effectué par DCNS dans l’enceinte de la base navale de Toulon du 23 mars au 7 avril 2009, cette livrée est modifiée.
Malgré les dispositions prises pour réduire les coûts d'exploitation du navire, la direction de la SNCM décide de le retirer du service à l'issue de la saison 2009 afin de le remplacer par un navire moins gourmand en carburant. Le 27 septembre 2009, le NGV Liamone effectue sa dernière rotation sur la Corse entre Nice et Bastia. Le 30 septembre, il quitte Nice pour rejoindre l’Arsenal de Toulon où il entre en arrêt technique. Durant celui-ci, les moteurs principaux sont changés. Le navire quitte l’enceinte militaire le 14 décembre et accoste quai de la Corse au port de commerce de Toulon.
Affrété par l'armateur polynésien Raromatai Ferry, basé à Tahiti, le navire est renommé King Tamatoa le 7 janvier 2010. Il quitte le port de Toulon le 16 janvier pour la Polynésie française afin d'être exploité par son affréteur. Après plus d'un mois de voyage, le King Tamatoa arrive à Papeete le 21 février. Le 31 mars, le navire inaugure la liaison entre les îles de Tahiti, Huahine, Raiatea et Bora-Bora.
Cette liaison est cependant interrompue quelques mois après son ouverture à la suite de la mise en redressement judiciaire de Raromatai Ferry. Saisi par les créanciers de la société, le King Tamatoa quitte Papeete le 5 juillet pour Nouméa, en Nouvelle-Calédonie, afin d'y être désarmé. Mis en vente, des sociétés chinoise, australienne, taïwanaise et singapourienne se montrent alors intéressées pour son rachat. La société taïwanaise BA FWU Industry verse même un avoir, mais ne réceptionne pas le navire, conduisant à l'annulation de la transaction.

#### BA FWU Industry (2012-2014)

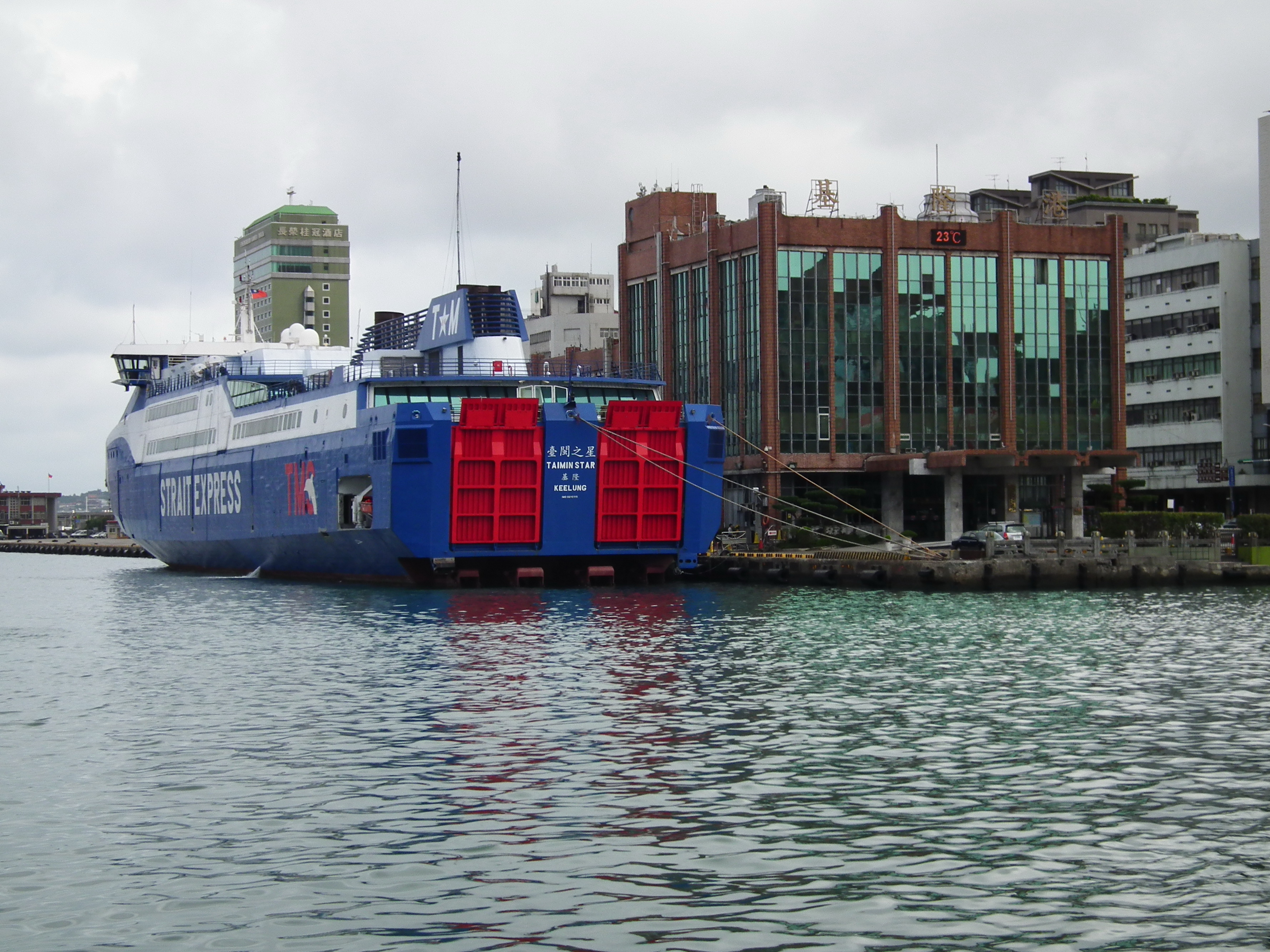
Le Taimin Star dans le port de Keelung en 2012.

Le 8 mai 2012, le King Tamatoa quitte le port de Nouméa pour rejoindre Taïwan. Le navire arrive à Kaohsiung le soir du 21 mai. Il est acquis par BA FWU Industry le 12 novembre 2012 pour 400 millions de NT$, et renommé Taimin Star. Prévu pour assurer des traversées entre Taïwan et la république populaire de Chine, la ligne ne verra cependant pas le jour en raison de problèmes diplomatiques.
Utilisé de temps à autre pour des évènements, notamment le transport de pèlerins religieux vers les sanctuaires de Chine continentale, il effectue dans ce cadre quelques escales à Xiamen en 2013.
Le 25 juin 2013, alors qu'il réalise des essais dans le port de Fuwo dans le Xian de Lianjiang, il heurte violemment le quai en raison de fortes rafales de vents, occasionnant quelques dommages au niveau de son flanc tribord.
En 2014, le navire est saisi par les autorités en raison de l'endettement de son armateur. Mis aux enchères, il ne parvient cependant pas à trouver preneur et reste désarmé dans un coin du port de Tainan. Demeuré à l'abandon durant plus de six ans, il est finalement démoli sur place en septembre 2020.

## Installations
Sous les couleurs de la SNCM, le NGV Liamone était équipé d'un bar-buffet de 56 places sur le pont 4 et un bar de 72 places sur le pont 5. Sur le pont 4 se trouvaient également une boutique, un espace de jeux vidéos et de jeux pour enfants. Le navire dispose de trois salons fauteuils, deux sur le pont 4 dénommés Piana et Niolu au temps de la SNCM et un sur le pont 5, le Santa Manza. En raison de ses dimensions et de la durée relativement courte de ses traversées, le navire ne possède pas de cabines.

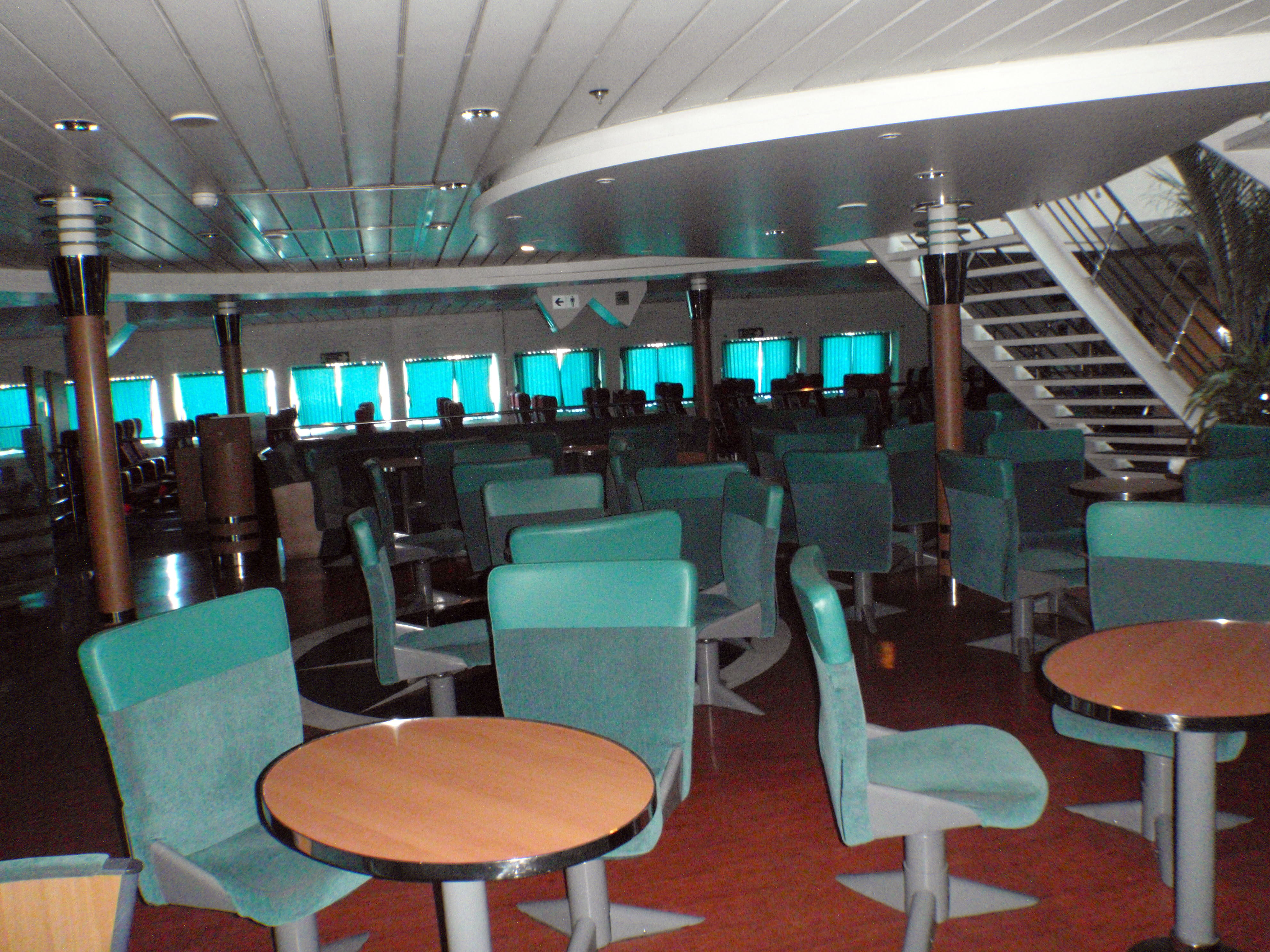
Salon sur le pont 4.

## Caractéristiques
Le NGV Liamone mesurait 134 mètres de long pour 19,80 mètres de large, son tirant d'eau était de 5,04 mètres et sa jauge brute de 9 351 UMS. Le navire pouvait embarquer 1 116 passagers et possédait un garage pouvant contenir 250 véhicules répartis sur 2 niveaux et accessible par deux portes-rampes arrières de 7,80 mètres de long et 4,30 mètres de large chacune et une porte-rampe avant avec ouverture asymétrique des ventaux de 12,40 mètres de long et 3,38 mètres de large. Il possédait deux moteurs diesel rapides MTU type 1163TB73LV20, 20 cylindres en V, entraînant chacun un hydrojet KaMeWa 140 SII de 1,40 mètre de diamètre par l’intermédiaire d’un réducteur ZF BU 300, ainsi que deux turbines à gaz General Electric LM2500+ entraînant chacune un hydrojet KaMeWa 180S de 1,80 mètre de diamètre par l’intermédiaire d’un réducteur Renk BS210. Les quatre hydrojets étaient orientables et réversibles. La puissance totale était de 63 000 kW (86 000 chevaux), pour une vitesse en service de 42 nœuds. La puissance d'une turbine, équivalente à un réacteur d’avion de type DC-10 ou Airbus A300, était obtenue dans un petit volume pour un poids plus réduit que celui d'un moteur diesel. Afin de faciliter les manœuvres, il était doté de deux propulseurs d’étrave KaMeWa de 480 kW chacun.
Le navire était équipé d'un système de stabilisation très sophistiqué conçu pour affronter des houles de plus de cinq mètres (force 6) sans altérer le confort des passagers. Ce système se composait de deux paires de deux ailerons fins assurant la correction de roulis et la stabilité de route du navire, une paire de flaps situés sur le tableau arrière et qui assuraient une correction de roulis et de tangage et un T-Foil sous la quille à l’avant, qui permettait de diminuer les mouvements de tangage et de pilonnement. Du fait de sa stabilisation dynamique, le NGV Liamone ne pouvait diminuer sa vitesse en dessous de 23 nœuds, les appendices de stabilisation perdant progressivement de leur efficacité. Ces dispositifs auront permis de fiabiliser le service, en particulier sur des distances plus longues, comme entre Nice et Ajaccio. Du temps de la SNCM, un bulletin émis deux fois par jour par Météo-France, informait l’équipage en temps réel sur la hauteur des vagues, détectée par une bouée scientifique mouillée à 30 miles au large de Nice.
Pour l'évacuation des passagers, le navire était pourvu de nombreux radeaux de sauvetage et deux embarcations semi-rigides.

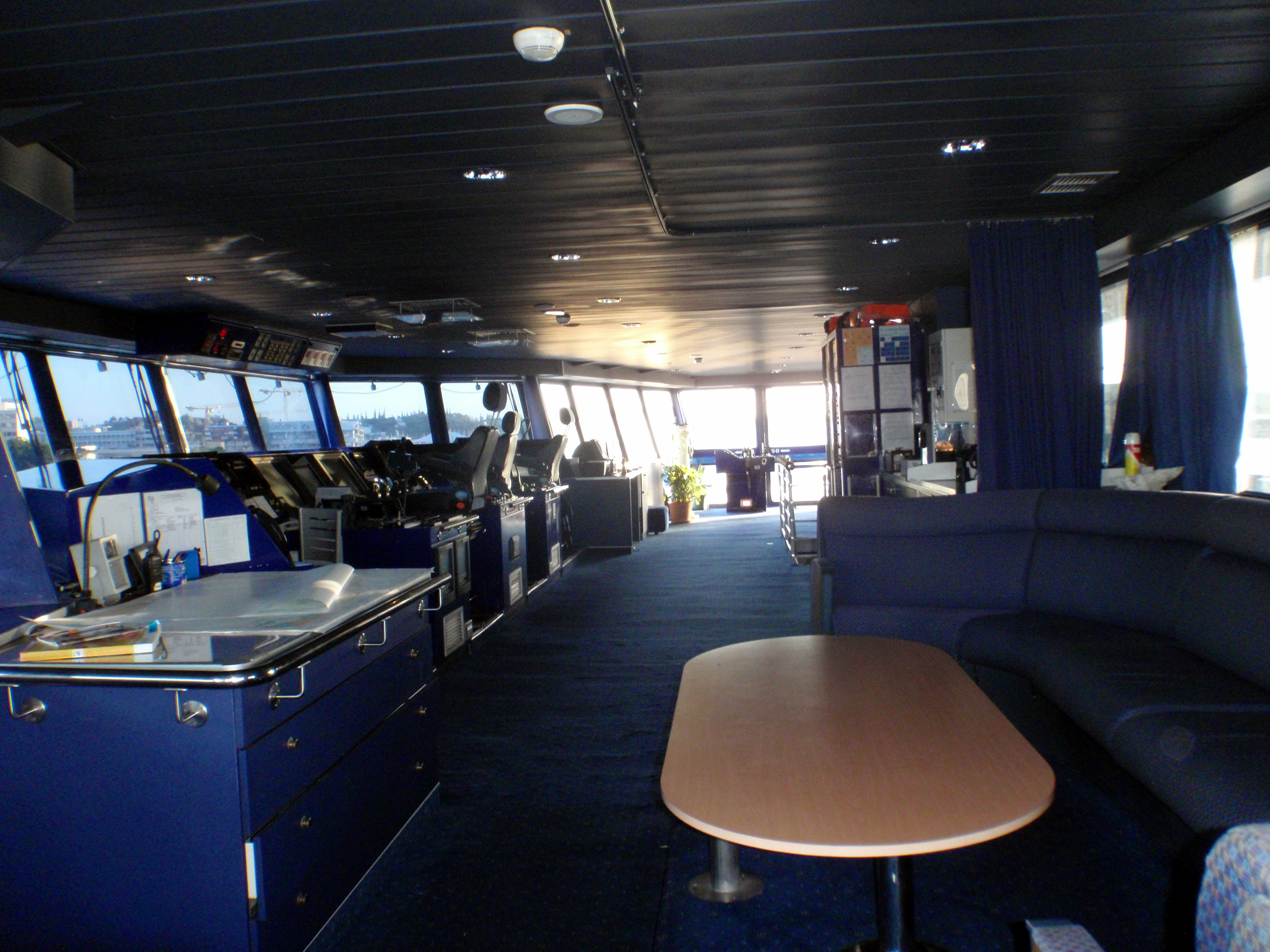
Passerelle de navigation.
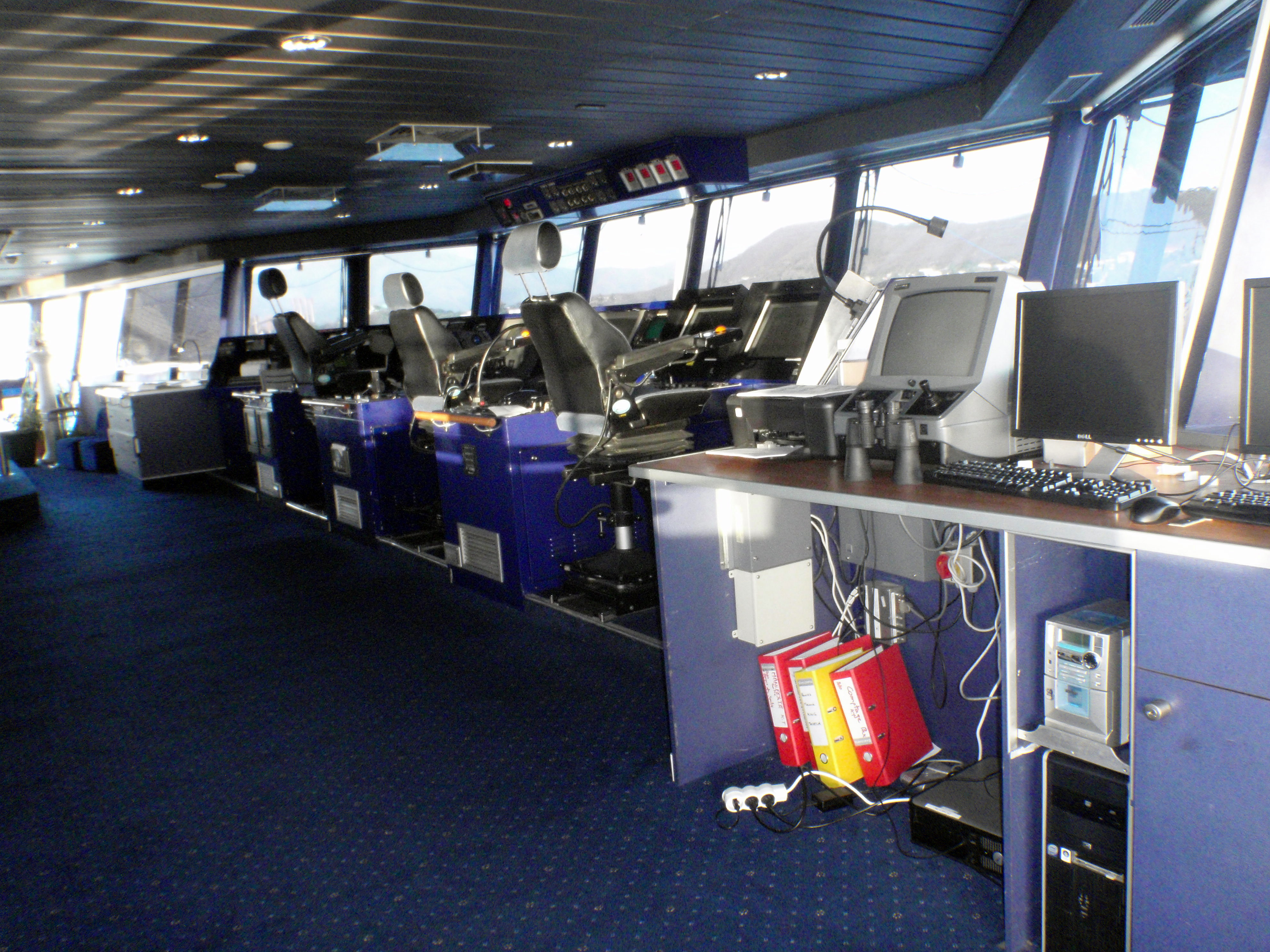
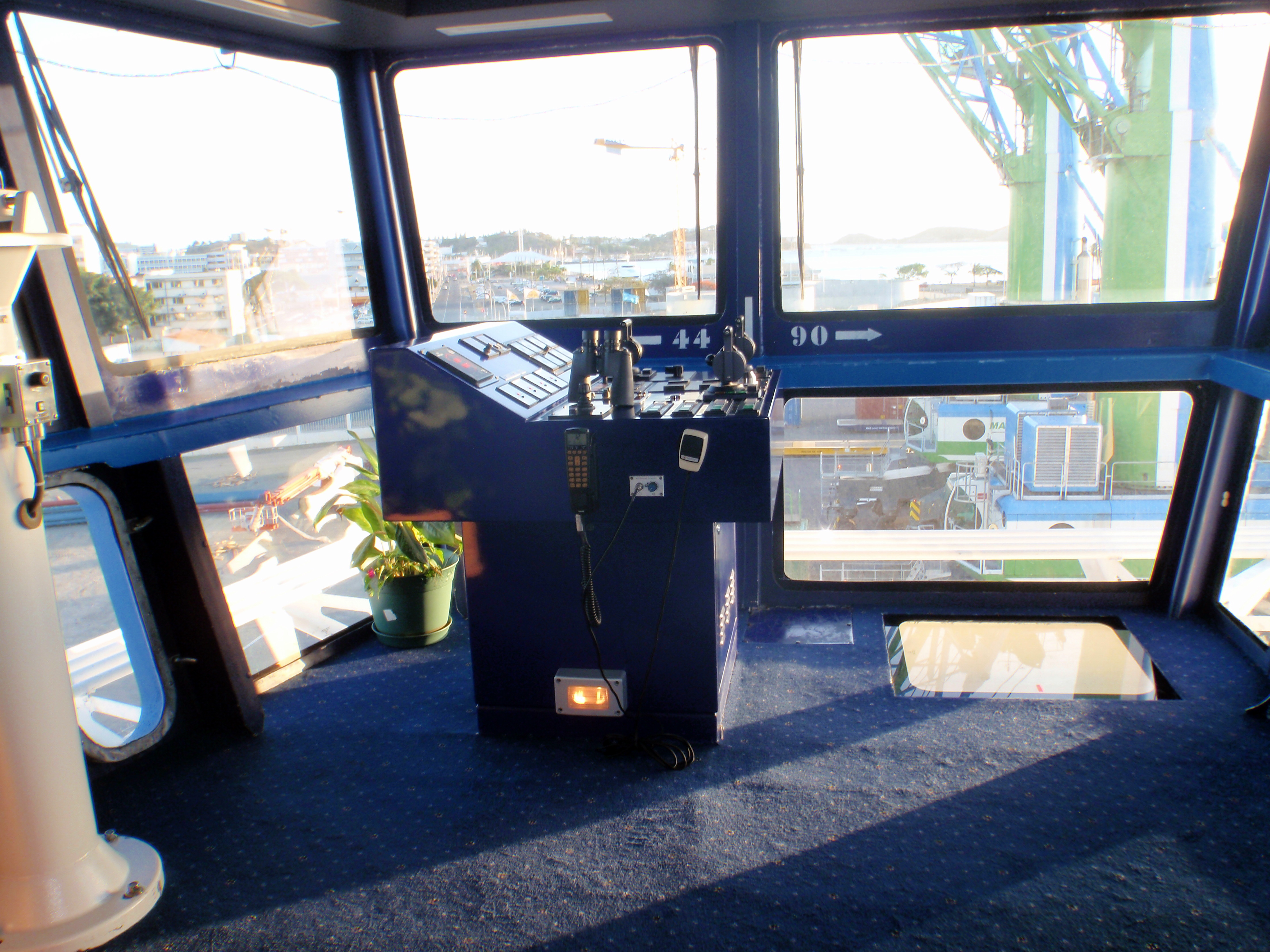
Aileron de manœuvre tribord.
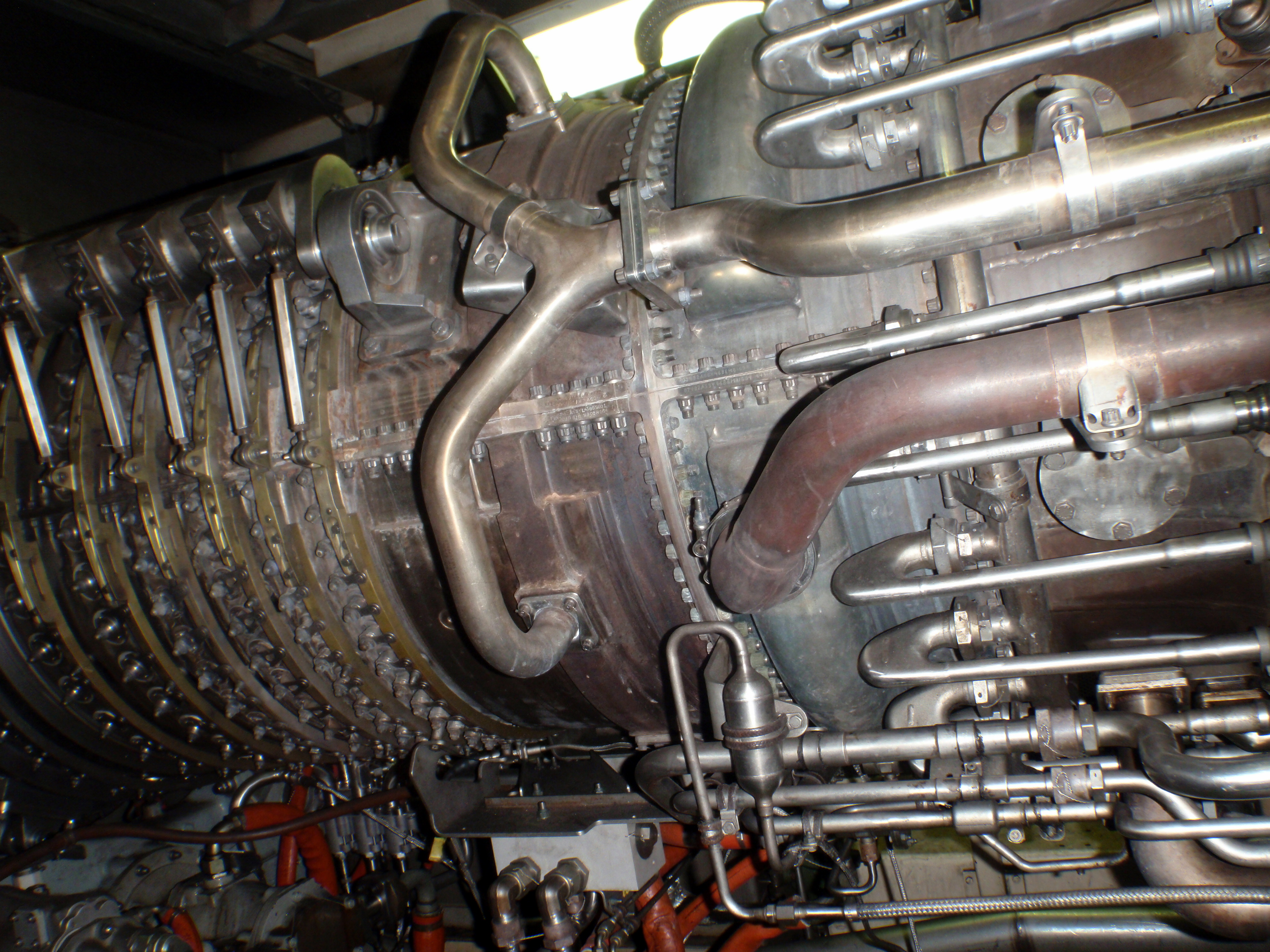
La turbine à gaz du NGV Liamone.

## Lignes desservies
Pour la SNCM, de 2000 à 2009, le NGV Liamone était affecté aux lignes de la Corse au départ de Nice vers Bastia, Ajaccio, L'Île-Rousse et Calvi. Le navire a également réalisé des escales exceptionnelles à Toulon ou Propriano.
Affrété par la compagnie Raromatai Ferry, le navire, renommé King Tamatoa, effectuait la liaison entre différentes îles de la Polynésie française sur la ligne Papeete - Huahine - Raiatea - Bora-Bora.